# Akridou-Laddé
Akridou-Laddé est une localité du sud de la Côte d'Ivoire, et appartenant au département de Lakota, région Lôh-Djiboua. La localité d'Akridou-Laddé est un chef-lieu de commune.